# Poney des Açores
Le poney des Açores (portugais : ponei da Terceira) est une race de poneys originaire de l'île de Terceira, faisant partie des Açores, rattachées au Portugal. Ces chevaux vivent aussi à l'état semi-sauvage. Ils sont vifs et proches du sang, mais possèdent un bon mental. Ils servent de monture pour les enfants et d'animaux de travail en agriculture. 

## Histoire
Il est également nommé Garrano da Ilha Terceira, mais n'a aucun lien avec le poney Garrano du Nord du Portugal. Il existe très peu de sources écrites à son sujet. Les origines restent peu définies, mais la race est vraisemblablement ancienne, et n'a pas de lien avec le cheval lusitanien. 
Il est possible que la race ait été influencée par un étalon marocain nommé Califa, introduit sur ces îles durant la seconde moitié du XIXe siècle.
Le ponei da Terceira est officiellement reconnu au Portugal en janvier 2014.

## Description
Il présente le type sud-ibérique. Ce poney est réputé harmonieux, avec une morphologie légère, plus proche du cheval en miniature que du poney. La taille moyenne, d'après CAB International, est de 1,20 m à 1,30 m. La tête, au front large et s'affinant sur la longueur, est généralement de profil convexe. Les membres, fins, sont terminés par de petits sabots.
La robe est baie, bai-brun (représentant la grande majorité des sujets) ou grise.

## Utilisations
Animal de selle et de traction légère, il servait autrefois d'animal de traction ou de travaux agricoles, mais est désormais laissé le plus souvent en semi-liberté. Il peut servir en équitation sur poney.

## Diffusion de l'élevage
Bien que propre aux îles des Açores, un troupeau de la race a été amené sur le continent, au Portugal, afin de favoriser sa conservation. La race est indiquée comme rare sur la base de données DAD-IS. En 2016, CAB International indique qu'il en reste moins de 100 représentants sur l'île de Terceira. Le recensement de 2017 indique un cheptel entre 93 et 101 individus, en croissance. Un programme de conservation in situ a été mis en place.